# Albert & Herberts julkalender
Albert & Herberts julkalender, utgiven på DVD under titeln Albert & Herberts jul, är en TV-serie som ursprungligen sändes i SVT under perioden 1–24 december 1982, som SVT:s julkalender det året. Serien är en julspinoffvariant på Albert & Herbert.

## Lista över avsnitt
| Nr i serien | Nr i säsongen | Titel                             | Originalvisning  |
| ----------- | ------------- | --------------------------------- | ---------------- |
| 29          | 1             | "Nu är det jul igen!"             | 1 december 1982  |
| 30          | 2             | "Se upp i backen!"                | 2 december 1982  |
| 31          | 3             | "Tomtar uppåt väggarna"           | 3 december 1982  |
| 32          | 4             | "Dela lika"                       | 4 december 1982  |
| 33          | 5             | "Mitt och ditt"                   | 5 december 1982  |
| 34          | 6             | "En rörig dag"                    | 6 december 1982  |
| 35          | 7             | "God natt och sov gott"           | 7 december 1982  |
| 36          | 8             | "Julgranskaramellen"              | 8 december 1982  |
| 37          | 9             | "Lutfisken"                       | 9 december 1982  |
| 38          | 10            | "Som man bäddar får man ligga"    | 10 december 1982 |
| 39          | 11            | "Spegel, spegel på väggen där..." | 11 december 1982 |
| 40          | 12            | "Pepparkaksbaket"                 | 12 december 1982 |
| 41          | 13            | "Natten går tunga fjät"           | 13 december 1982 |
| 42          | 14            | "Upp med ridån!"                  | 14 december 1982 |
| 43          | 15            | "Gottfrid"                        | 15 december 1982 |
| 44          | 16            | "Decemberspöken"                  | 16 december 1982 |
| 45          | 17            | "Granen"                          | 17 december 1982 |
| 46          | 18            | "Gnäggar bäst som gnäggar sist"   | 18 december 1982 |
| 47          | 19            | "Askungen Karlsson"               | 19 december 1982 |
| 48          | 20            | "Julkärven"                       | 20 december 1982 |
| 49          | 21            | "Ett barn är fött"                | 21 december 1982 |
| 50          | 22            | "Familjelycka"                    | 22 december 1982 |
| 51          | 23            | "Dan före dopparedan"             | 23 december 1982 |
| 52          | 24            | "Nu är det jul igen!"             | 24 december 1982 |

## Papperskalender
Årets papperskalender illustrerades av Hans Westman.